# 特朗布勒库尔
特朗布勒库尔（法語：Tremblecourt，法語發音：[tʁɑ̃bləkuʁ]）是法国默尔特-摩泽尔省的一个市镇，位于该省中部，属于图勒区。

## 地理
特朗布勒库尔（48°48'19"N, 5°56'24"E）面积6.08 平方千米，位于法国大東部大區默尔特-摩泽尔省，该省份为法国东北部内陆省份，是洛林的一部分，北邻比利时、卢森堡，北起顺时针与摩泽尔省、下莱茵省、孚日省和默兹省接壤。
与特朗布勒库尔接壤的市镇（或旧市镇、城区）包括：多梅夫尔昂艾、瓦夫尔地区马农库尔、罗热维尔。

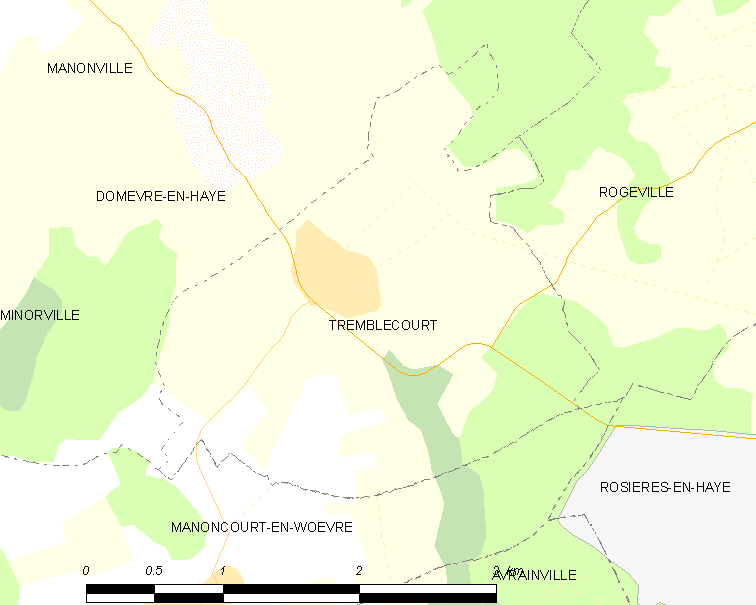
特朗布勒库尔的OSM定位图

特朗布勒库尔的时区为UTC+01:00、UTC+02:00（夏令时）。

## 行政
特朗布勒库尔的邮政编码为54385，INSEE市镇编码为54532。

## 政治
特朗布勒库尔所属的省级选区为北图卢瓦县。

## 人口

1962-2008年间特朗布勒库尔人口变化图示

特朗布勒库尔于2022年1月1日时的人口数量为158人。